# 요시마쓰 이쿠미

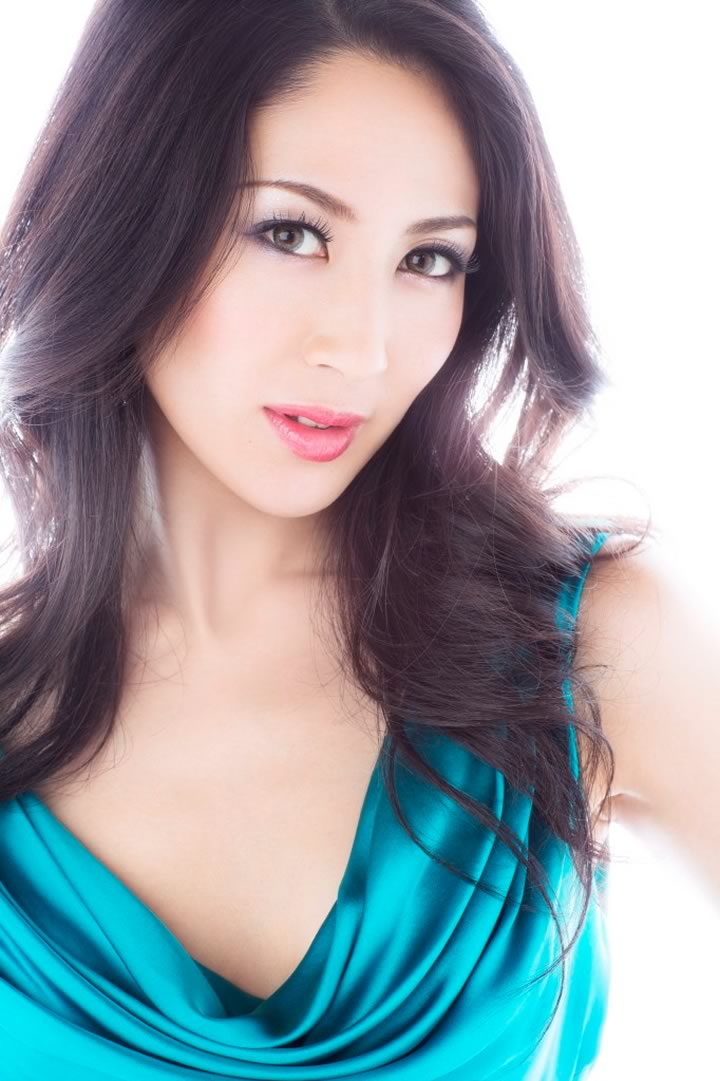
요시마쓰 이쿠미

요시마쓰 이쿠미(吉松育美, 1987년 6월 21일 ~ )는 일본의 탤런트이자 모델이다. 사가현에서 태어났으며, 세이신 여자대학을 졸업하였다.
그녀는 2012년 미스 인터네셔널에서 우승한 경력을 가지고 있으며, 일본 정부 내 여성 아동 운동에도 활발히 참여하고 있다.